# 七星詩社
七星詩社（法語：La Pléiade）是16世紀的一群法國詩人，他們力圖按照希臘和拉丁語典範把法語和法國文學從中世紀的遺風中解放出來。七星詩社詩人中最著名的是比埃尔·德龙沙和约阿希姆·杜·贝莱，後者的《保衛與發揚法蘭西語言》成為七星詩社的宣言。